# Walther Hörmann von Hörbach
Walther Hörmann von Hörbach (* 2. August 1865 in Gnadenwald, Tirol; † 15. März 1946 in Innsbruck) war ein österreichischer Kirchenrechtler.

## Leben
Walther Hörmann von Hörbach, Sohn des Schriftstellers Ludwig Hörmann von Hörbach und der Dichterin Angelika von Hörmann, studierte an der Universität Innsbruck Rechtswissenschaft und wurde am 5. Juni 1884 Fuchs im Corps Athesia Innsbruck. Er wurde am 25. April 1884 recipiert, am 18. März 1887 inaktiviert und am 13. März 1888 philistriert. Nach der Promotion zum Dr. iur. (1888) stand er bis 1895 im Dienst der Tiroler Finanzprokuratur. Währenddessen habilitierte er sich 1891 an der Universität Wien für Kirchenrecht. Noch im selben Jahr gelang die Umhabilitation an die Universität Innsbruck. Dort wurde er 1895 a.o. Professor für Kirchenrecht. 1897 zum a.o. Professor für Kirchenrecht an der Franz-Josephs-Universität Czernowitz ernannt, kam er 1900 auf ihren Lehrstuhl. 1903/04 war er Rektor der Universität Czernowitz. 1908 wurde er als Nachfolger von Ludwig Wahrmund zum ordentlichen Professor für Kirchenrecht und Zivilprozessrecht der Universität Innsbruck berufen. 1915/16 war er Rektor der Universität Innsbruck. Der Schwerpunkt seiner Forschung war die Geschichte des Eherechts. Anlässlich seines Übertritts in den dauerhaften Ruhestand 1935 wurde ihm das Komturkreuz des 1934 gestifteten österreichischen Verdienstordens verliehen.

## Werke
- Die desponsatio impuberum, 1891
- Die Tridentinische Trauungsform in rechtshistorischer Beurteilung, 1904
- Zur Würdigung des vatikanischen Kirchenrechts, 1917
- Bußbücherstudien, 1940